# Billy Longley

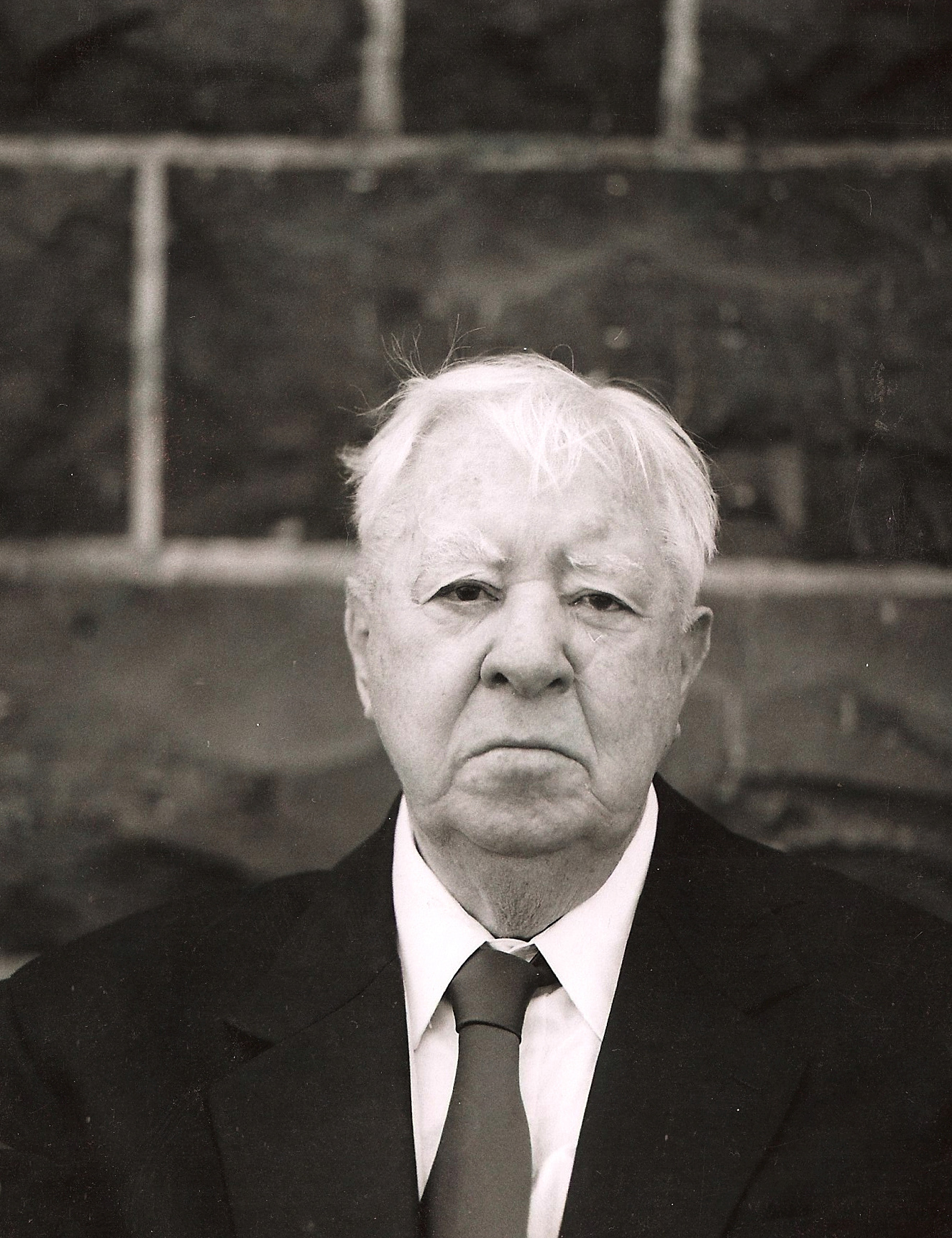

Billy 'The Texan' Longley (1926 - 28 de marzo de 2014) fue una figura del hampa más conocido como un hombre standover en el paseo marítimo de Melbourne durante los años 1960 y 1970. En 1971 se lo nombró a la presidencia de la rama de Victoriana de los Painters and Dockers Union, pero perdió la elección ante Arthur Morris en circunstancias controvertidas.
En 1973, Longley fue acusado y condenado por el asesinato de Pat Shannon, entonces secretario de los Painters and Dockers Union, y fue condenado a cadena perpetua en 1975. Sirvió 13 años en la cárcel por ello, luego del mantenimiento de su inocencia. Mientras estaba en prisión, hizo una serie de denuncias en relación con la corrupción sindical que condujo al establecimiento de la Costigan Royal Commission.

## Alias
Longley se le dio el apodo de "The Texan" de una televisión occidental sobre un hombre llamado Bill Longley con un gusto similar por la pistola Colt.45.